# Дальневосточное высшее общевойсковое командное училище
Дальневосточное высшее общевойсковое командное ордена Жукова училище имени Маршала Советского Союза К. К. Рокоссовского — учебное формирование (военное учебное заведение) Министерства обороны Российской Федерации.
Сокращённое наименование — ДВОКУ.

## История

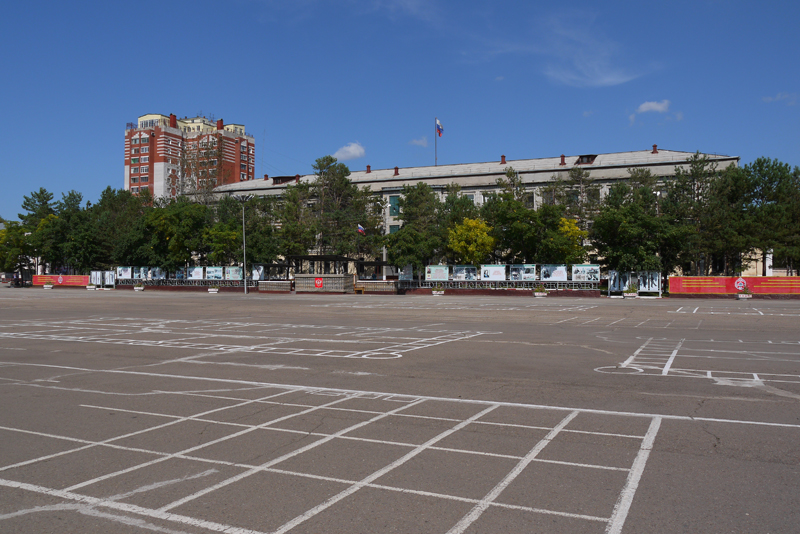
Плац училища

Дальневосточное высшее общевойсковое командное училище имени Маршала Советского Союза К. К. Рокоссовского берёт своё начало от Владивостокского пехотного училища, созданного по приказу Народного Комиссара обороны СССР Маршала Советского Союза Ворошилова 11 февраля 1940 года.
Хотя в Благовещенске было сформировано именно Благовещенское училище РККА, в 1942 году, по Приказу Народного комиссара обороны Союза ССР № 0194 «О присвоении наименований вновь формируемым военным училищам Красной Армии», от 17 марта 1942 года, — Благовещенское военное пехотное училище Красной Армии. 
- В сентябре 1949 года училище было передислоцировано из Владивостока в Благовещенск и переименовано в Благовещенское пехотное училище.
- В 1954 году Благовещенское пехотное училище переименовывается в Благовещенское военное училище.
- 1 августа 1958 года Благовещенское военное училище было переведено на новые штаты и получило наименование — Дальневосточное высшее общевойсковое командное училище.
- 13 января 1969 года присвоено имя советского военачальника дважды Героя Советского Союза, Маршала Советского Союза К. К. Рокоссовского.
- 29 августа 1998 года училище преобразовано в Дальневосточный военный институт.
- 9 августа 2004 года Дальневосточный военный институт имени Маршала Советского Союза Рокоссовского переименован в Дальневосточное высшее командное училище (военный институт) имени Маршала Советского Союза К. К. Рокоссовского.
- с 24 декабря 2008 года — Военный учебно-научный центр Сухопутных Войск «Общевойсковая академия» (филиал, город Благовещенск) именуемый как Дальневосточное высшее командное училище (военный институт) имени Маршала Советского Союза К. К. Рокоссовского[2].
- с 28 апреля 2015 года (по Распоряжению Правительства России) является самостоятельным военным учебным заведением и переименован в Дальневосточное высшее общевойсковое командное училище (ДВОКУ) имени Маршала Советского Союза К. К. Рокоссовского

С 1940 по 2023 год вуз произвёл 111 выпусков, подготовив более 28 000 высококвалифицированных офицеров, 38 из которых удостоены звания Героя Советского Союза и 18 — звания Героя Российской Федерации.

### Современность
Училище готовит высококвалифицированных офицеров для мотострелковых войск и частей морской пехоты.
Подготовка морских пехотинцев идёт по отдельной программе. Профессорско-преподавательский состав обучающий морских пехотинцев состоит из офицеров, имеющих богатый опыт службы в частях и подразделениях морской пехоты. При отборе будущих морпехов строго учитывается их морально-психологическая устойчивость, отличные показатели учёбы и физическая выносливость. Училище дислоцируется на слиянии двух крупных рек, что позволяет готовить будущих морских пехотинцев не только теоретически, но и практически. Курсанты участвуют в высадках на побережья рек, а в последующем закрепляют полученные навыки на войсковых стажировках, которые проходят на всех флотах России и Каспийской флотилии. В основном выпускники служат на Тихоокеанском флоте.
Распоряжением Правительства Российской Федерации от 24 декабря 2008 года Дальневосточное высшее военное командное училище переименовано в Военный учебно-научный центр СВ «Общевойсковая академия» (филиал, г. Благовещенск).
С ноября 2010 года курсанты на практике осваивают программу обучения, а также в составе антитеррористических групп обеспечивают безопасность почти сотни гражданских судов. Морпехи из ДВОКУ вместе с экипажем корабля «Адмирал Виноградов» 186 суток охраняли в Индийском океане суда от сомалийских пиратов.
Дальневосточное высшее военное командное училище — единственный в России вуз, где выпускают горных стрелков. Будущие офицеры получают здесь дополнительную специальность — «инструктор по горной подготовке».
В училище открылся скалодром для занятий курсантов горной подготовкой и альпинизмом. Его площадь составляет около 70 квадратных метров, высота — 7 метров. Он расположен в помещении и позволяет проводить занятия в любое время года. Конструкция уникального комплекса позволяет создать четыре трассы разной степени сложности, при этом можно самостоятельно изменять рельеф и высоту подъёма.
В училище появится абсолютно новая в системе Вооружённых сил России специальность — с 1 сентября 2013 года здесь начнётся подготовка офицеров для работы в арктических условиях. Специальность называется «Применение мотострелковых арктических подразделений». Для новой специальности в училище приобретут и необходимое оборудование, например, снегоходы, специальные тягачи для преодоления трещин во льдах и форму одежды. Кстати, в похожей форме сейчас занимаются горные стрелки. Одежда не стесняет движений, чтобы тактическая активность воина сохранялась. И второе — это сохранение тепла, поэтому одежда сшита по принципу многослойности: один слой, второй, в зависимости от температуры. Кроме того, есть лыжи со специальным противооткатным устройством. Это так называемые камуса: они в одну сторону скользят, а в другую нет. В декабре 2015 года введён в строй ледовый полигон училища для занятий с будущими командирами арктических подразделений.
На территории училища строится здание нового общежития. Курсанты будут жить в комнатах по 4 человека. В каждой секции из двух комнат будет находиться душ и туалет. Здание планируется ввести в эксплуатацию в 2016 году.
С августа 2012 года в столовой запущена в работу раздаточная линия. Напротив раздаточной линии установлен салат-бар с овощами. Кроме того, появилась возможность выбора — например, борщ или суп с фрикадельками на первое, рис, гречка или макароны на гарнир.
Дальневосточное высшее военное командное училище имени Рокоссовского по итогам учебной деятельности в 2012—2013 учебном году признано «лучшим высшим военным учебным заведением Сухопутных войск России».
Училище подчинено Главнокомандующему Сухопутными войсками.

### Специализации
- Применение мотострелковых подразделений.
- Применение мотострелковых подразделений (арктических).
- Применение мотострелковых подразделений (горных).
- Применение подразделений морской пехоты.

## Фотогалерея

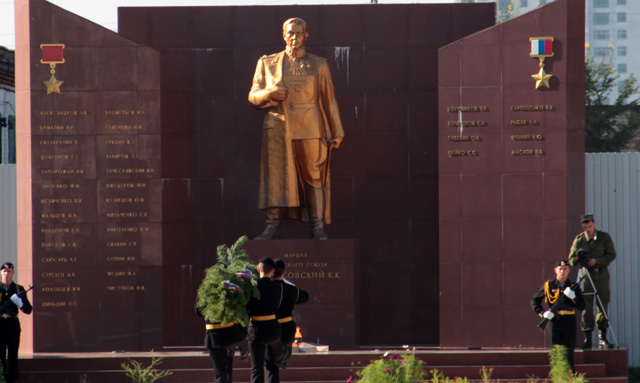
Памятник Маршалу Советского Союза Рокоссовскому на территории училища
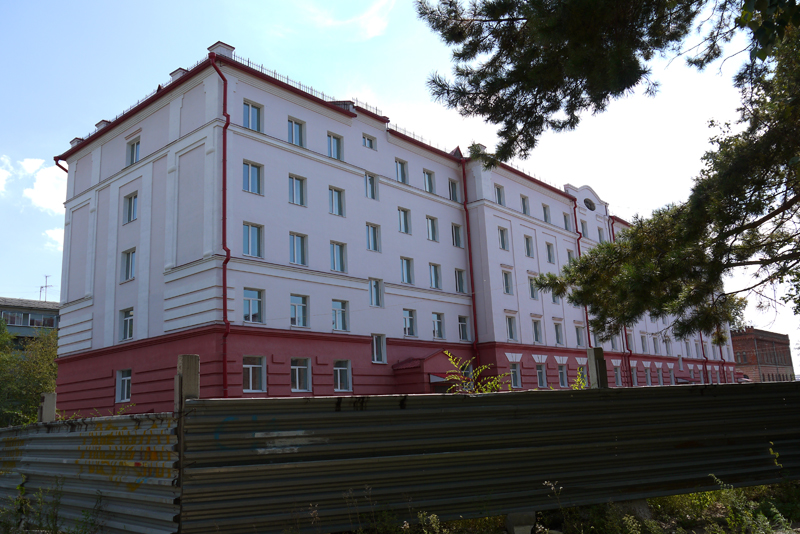
Новое здание общежития курсантов
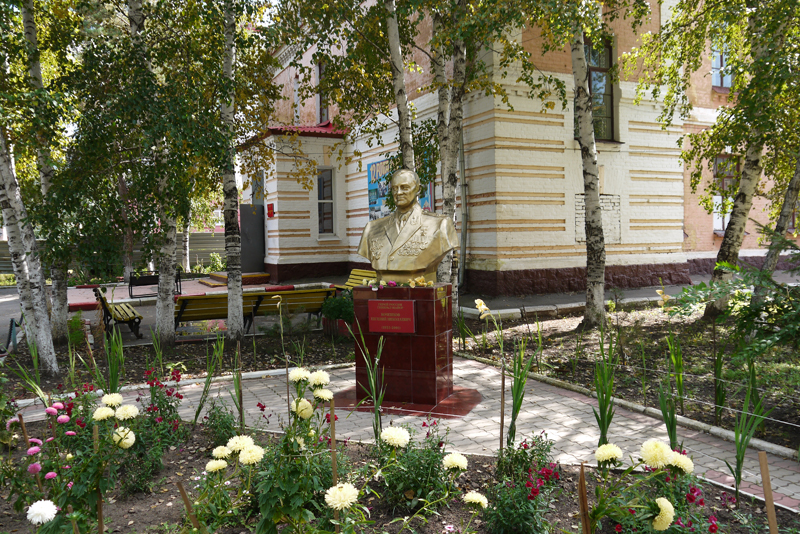
Бюст Героя России Е. Н. Кочешкова возле казармы № 2
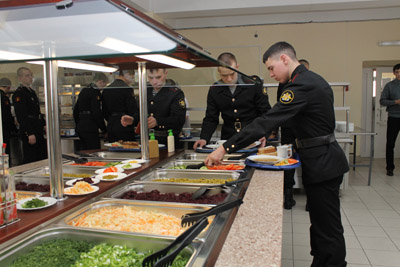
Шведский стол
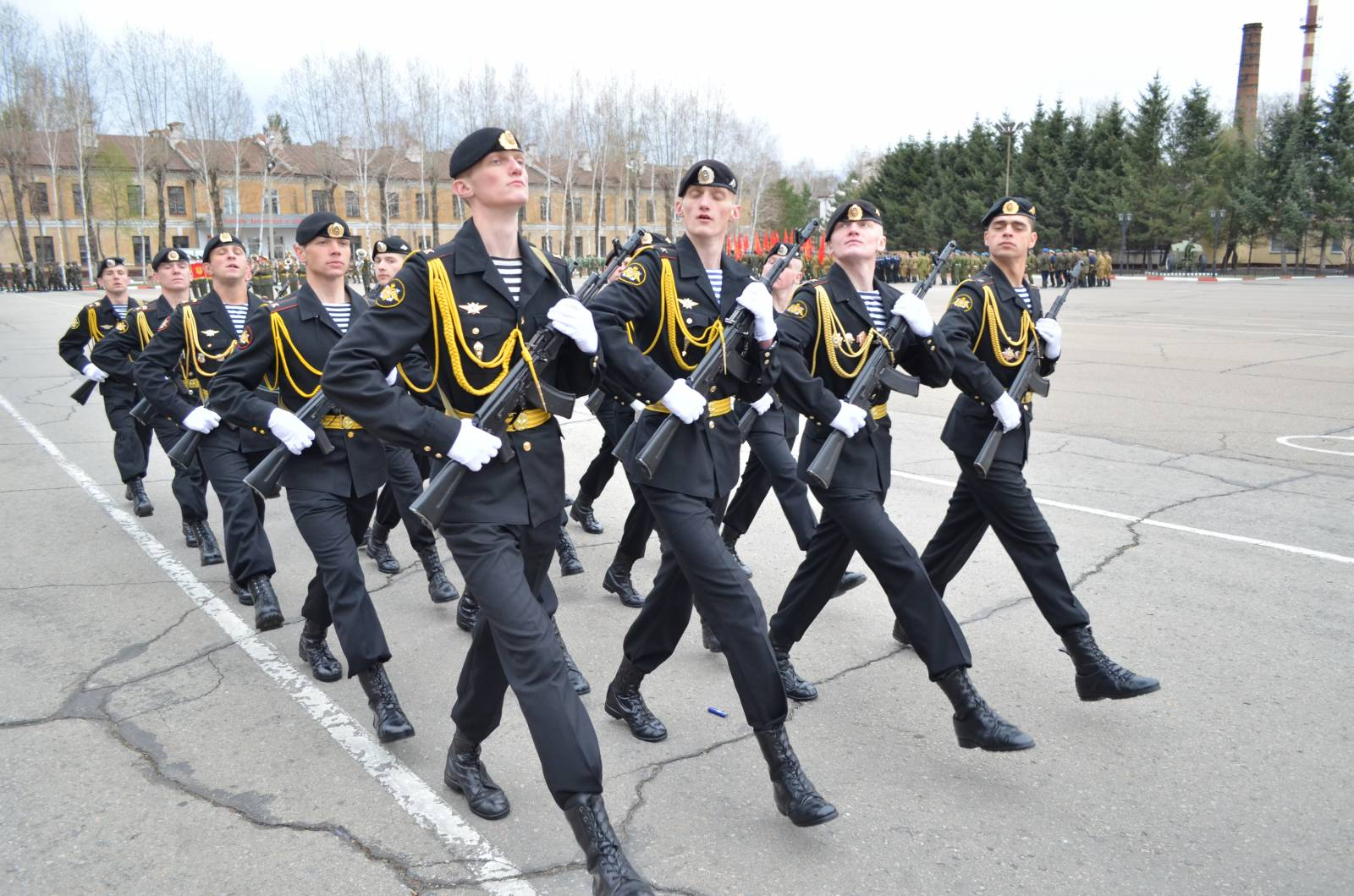
Будущие морпехи
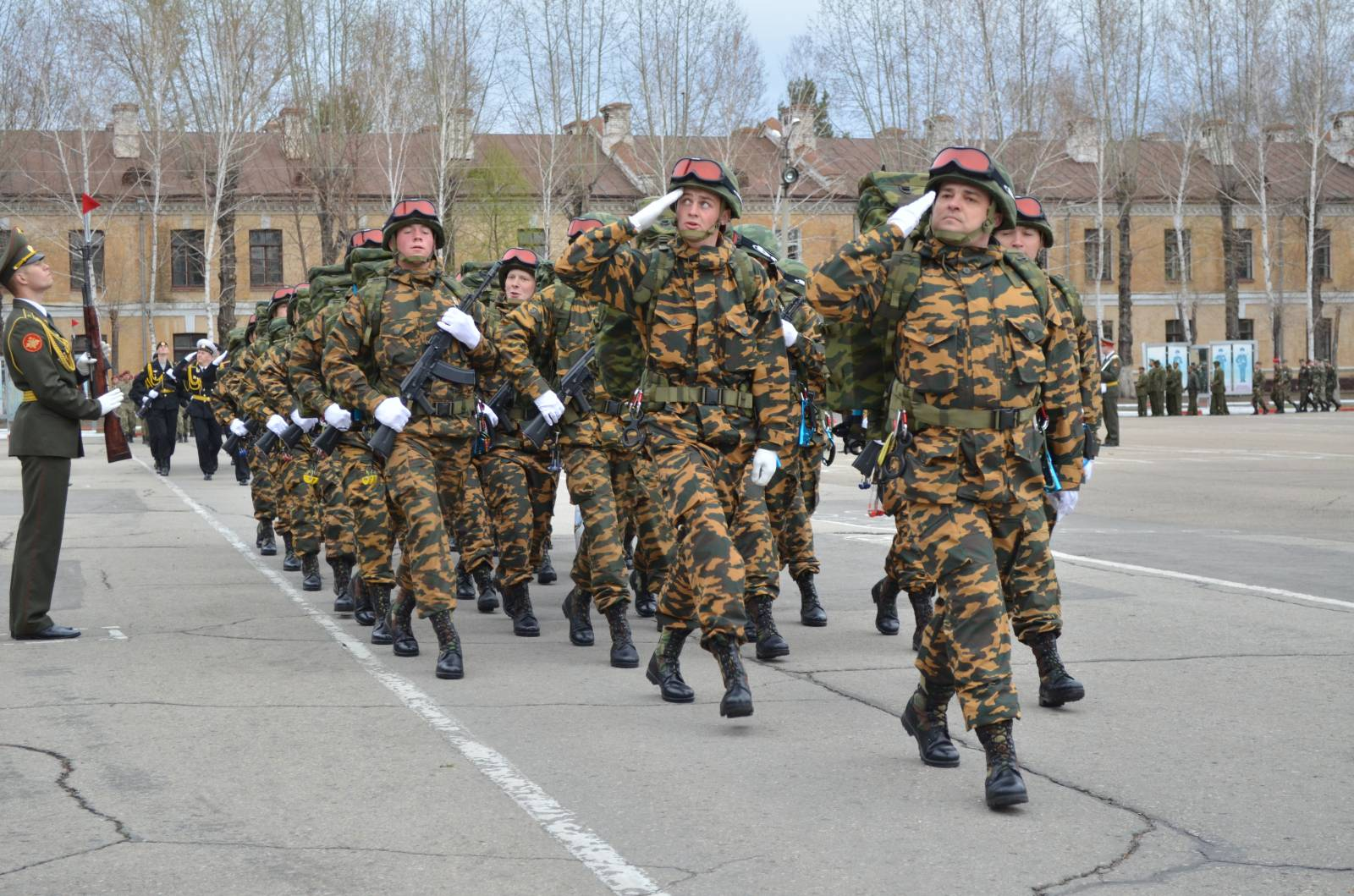
Горные стрелки

## Награды
- Переходящее Знамя Военного совета округа (1965)
- Памятное Знамя ЦК КПСС, Президиума Верховного Совета СССР, Совета Министров СССР (1967)
- Ленинская юбилейная медаль «За воинскую доблесть» (1970)
- Юбилейный почетный знак ЦК КПСС, Президиума Верховного Совета СССР и Совета министров СССР (1972)
- Орден Жукова (2019) — за заслуги в укреплении обороноспособности страны и подготовке квалифицированных военных кадров[6]

## Начальники[7]
- полковник Чистяков, Иван Михайлович (1940—1941),
- полковой комиссар Крючков, Андрей Ильич (1941—1944),
- полковник Ворошилов, Сергей Михайлович (1944—1947),
- генерал-майор Томилов, Дмитрий Иванович (1947—1950),
- генерал-майор Павлов, Алексей Кузьмич (1950—1953),
- генерал-майор Мальчевский, Александр Иванович (1953—1954),
- генерал-майор Шиошвили, Пантелеймон Шиоевич (1954—1957),
- генерал-майор Бондаренко, Афанасий Сергеевич (1957—1959),
- генерал-майор Савицкий, Сергей Фёдорович (1959—1962),
- генерал-майор Четверов, Алексей Фёдорович (1962—1967),
- генерал-майор Баранов, Николай Егорович (1967—1976),
- генерал-лейтенант Леонов, Ефим Лаврентьевич (1976—1984),
- генерал-майор Лабушев, Виктор Павлович (1984—1993),
- генерал-майор Кузнецов, Юрий Викторович (1993—2002),
- генерал-майор Грызлов, Владимир Михайлович (2002—2020),
- генерал-майор Игнатенко, Александр Николаевич (2021—2022),
- генерал-майор Шарагов, Валерий Евгеньевич, (с 2022)[8].